# Tomás Marín Martínez
Tomás Marín Martínez (Jalón de Cameros, 21 de diciembre de 1919 -Madrid, 23 de noviembre de 1995), paleógrafo, historiador y sacerdote español.

## Biografía
Fue catedrático de Paleografía y Diplomática en la Universidad de Sevilla y desde 1968 en la Universidad Complutense de Madrid. Era de ideología tradicionalista y carlista.
Frecuentó en la capital de España la tertulia que Antonio Pastor tenía en su casa del Paseo de la Castellana, frecuentada también por Guillermo de Reyna, Alberto Galarreta, Florencio Valenciano, José Sainz (Duque de Rivas), Rafael Gambra, Eduardo Adsuara, Joaquín Tena, Miguel Ayuso y José Antonio García-Noblejas. Dirigió durante años hasta su extinción por el gobierno socialista el Instituto de Historia Eclesiástica Enrique Flórez del CSIC, impulsando la escuela de investigadores de la revista Hispania Sacra y el Diccionario de historia eclesiástica de España, que dirigía junto con los padres José Vives Gatell y Quintín Aldea Vaquero.
Su labor investigadora se vertebró sobre tres ejes: la historia eclesiástica, la paleografía, diplomática, codicología, epigrafía y demás ciencias afines y la figura del humanista y bibliófilo Hernando Colón. Desde 1948 empezó a colaborar en Hispania Sacra y Archivos Leoneses. Entre los más de cuarenta títulos que llegó a escribir, destacan su edición del Tratado de Tordesillas y el Catálogo concordado de la Biblioteca Colombina de Sevilla en nueve volúmenes que dirigió; también colaboró en los proyectos hispanoamericanistas de su amigo Ignacio Hernando de Larramendi, que luego desarrolló la fundación Mapfre. En el momento de su muerte se hallaba trabajando en una biografía de Hernando Colón.

## Obras
- Obras y libros de Hernando de Colón, Madrid: Consejo Superior de Investigaciones Científicas, 1970.
- Tomás Marín Martínez, José Manuel Ruiz Asencio y Ángel Riesco Terrero, Paleografía y diplomática. Madrid: Universidad Nacional de Educación a Distancia, 1982.
- "Estudio introductorio" al Catálogo concordado de la Biblioteca de Hernando Colón. Tomo I (1-400), Madrid, 1993, pp. 17-342.
- Con José Urbano Martínez Carreras, Historia: orientaciones metodológicas, Madrid: Instituto de Ciencias de la Educación, 1973.
- Las Españas del siglo XIII, Zaragoza: Institución Fernando el Católico, 1971.
- Memoria de las Obras y libros de Hernando Colón del Bachiller Juan Pérez, Madrid 1970.
- Studia palaeographica, diplomatica et epigraphica D. Tomás Marín Martínez Magistri Universitatis Complutensis, Madrid, 2001.
- Ed. de Juan Pérez de Tudela Bueso, Tratado de Tordesillas, Madrid: Testimonio, 1985.
- Con Gonzalo Martínez Díez y José Vives, Concilios visigóticos e hispano-romanos, 1963.
- Con Quintín Aldea Vaquero y José Vives Gatell, Diccionario de historia eclesiástica de España, Madrid: CISC - Instituto de Historia Eclesiástica Padre Enrique Flórez, 1972.
- Edición de Beato de Liébana, Beati in Apocalipsin libri duodecem. Codex Gerundensis A. D. 975 Madrid : EDILAN, 1975.
- Fragmentos de un códice biblico, [Madrid, s. n., 1951]
- El obispo Juan Bernal Díaz de Luco y su actuación en Trento, Madrid: CSIC - Instituto de Historia Eclesiástica Padre Enrique Flórez, 1954.
- La biblioteca del Obispo Juan Bernal Díaz de Luco, Madrid: Instituto Enrique Flórez, 1954.

- Datos: Q16640840